# Ca l'Oliveres (Santa Coloma de Farners)
Ca l'Oliveres és una casa de Santa Coloma de Farners (Selva) inclosa a l'Inventari del Patrimoni Arquitectònic de Catalunya.

## Descripció
Casa de tres plantes i vessants a laterals. La majoria de les obertures són quadrangulars amb llinda monolítica, llevat d'una porta secundària, a la planta baixa, que és d'arc rebaixat. Algunes finestres i la porta tenen llindes amb inscripcions, de 1634, 1636 i 1749. Hi ha una petita galeria de dues arcades de mig punt a la planta superior. El parament de la façana principal és arrebossat i sense pintar.
La casa té diversos cossos afegits, entre els quals destaca un cobert, a l'esquerra, sostingut en una cantonada per una columna de pedra amb capitell. Es poden veure també els cairats i les bigues de fusta de la coberta. La paret lateral d'aquest porxo és de rajol, igual que la paret lateral esquerra de la casa. Ha estat reformada però l'estructura es manté. A la façana, es conserva el número 49, i als edificis del costat hi ha el 48 i 50 perquè es tractava de tres habitatges, que actualment han passat a ser només una.